# Dorfkirche Kirch Kogel

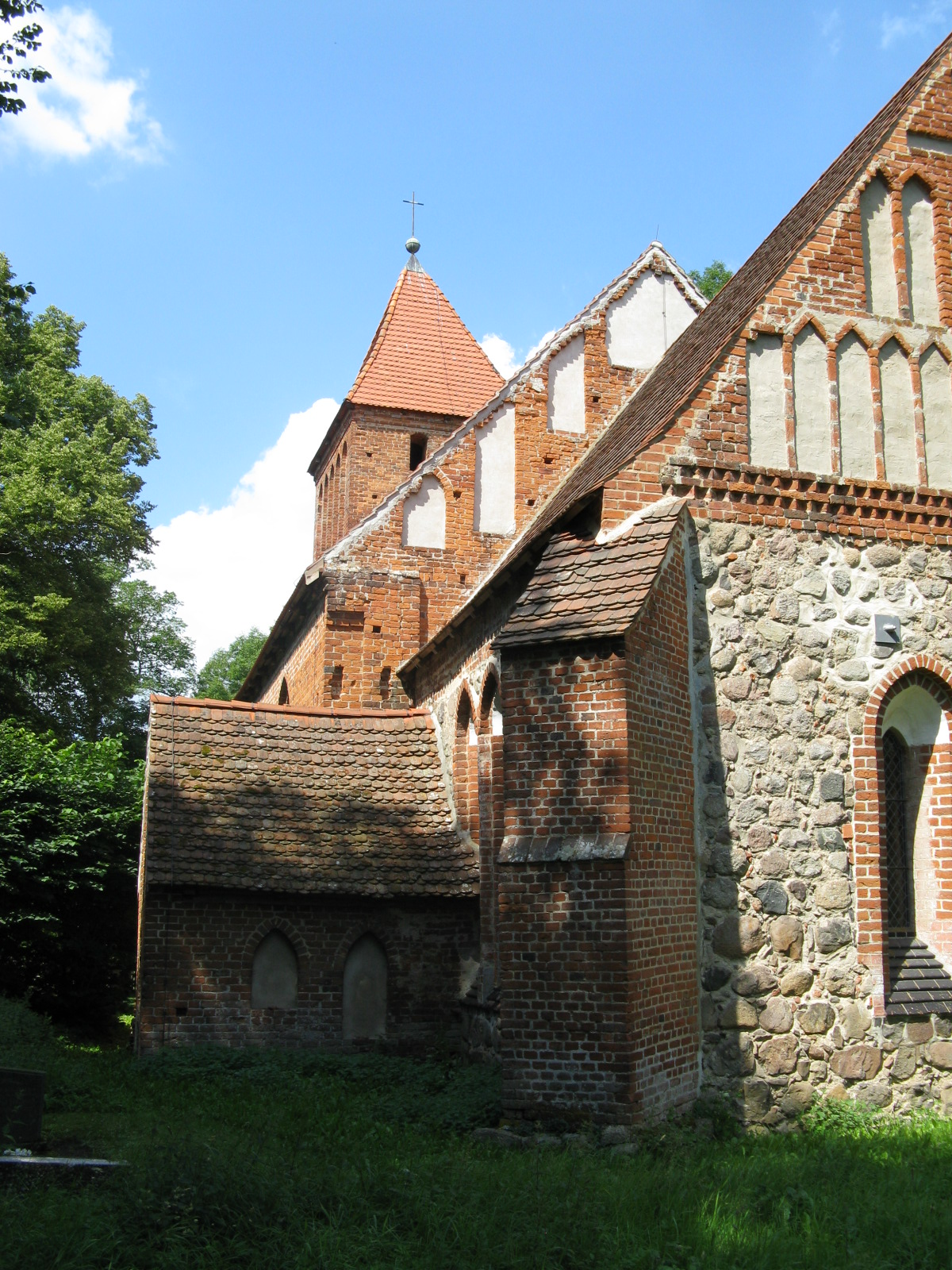
Dorfkirche Kirch Kogel (2009)

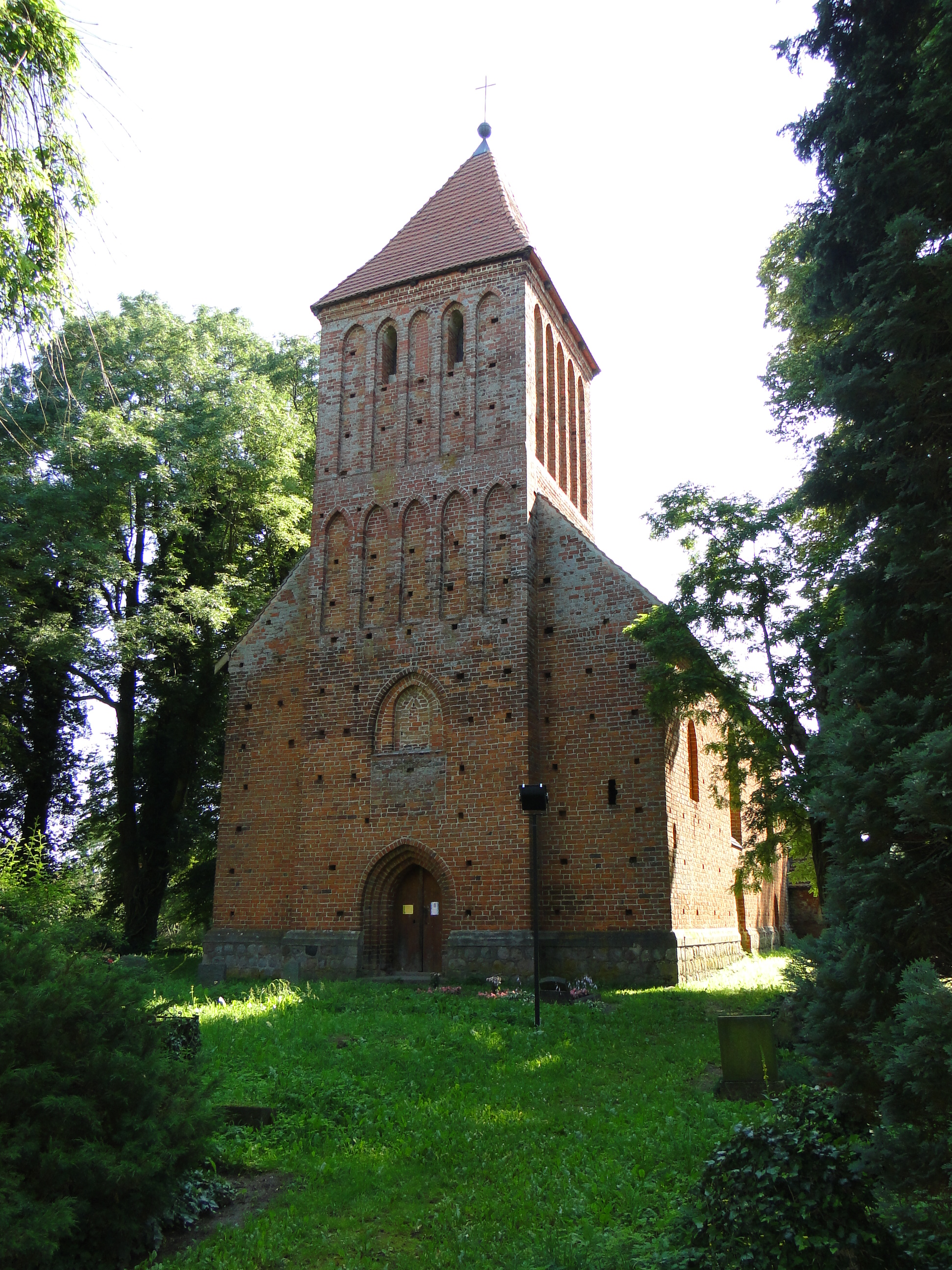
Westturm Kirch Kogel (2011)

Die Dorfkirche Kirch Kogel ist ein denkmalgeschütztes Bauwerk aus dem 13. Jahrhundert in Kirch Kogel, einem Ortsteil der Gemeinde Reimershagen im Landkreis Rostock. Sie ist eine Kirche der Kirchengemeinde Lohmen des Kirchenkreises Mecklenburg in der Evangelisch-Lutherischen Kirche in Norddeutschland (Nordkirche).

## Geschichte
Das Kirchdorf Kirch Kogel wurde am 31. März 1303 erstmals erwähnt. 1435 erwarb das Kloster Dobbertin das Dorf.
Als der regierende Herzog von Mecklenburg-Schwerin, Heinrich IV., dem Provest Mathias von Weltzin des Klosters Dobbertin am 18. Oktober 1440 das Patronat von Kirch Kogel verlieh, wurde ausdrücklich von dieser Kirche zu Kerk Kowalk, belegen in der Vogtei zu Cracow, gesprochen. 1445 gehörten zur Pfarre Kirch Kogel neben dem als wüst bezeichneten Wendisch Kogel (heute Rum Kogel) noch die eingepfarrten Ortschaften Reimershagen, Suckwitz und die Heidedörfer Kleesten und Jellen. In Suckwitz bestand eine Filialkapelle, die nach dem 17. Jahrhundert nicht mehr genannt wurde.
Am 23. Juli 1453 gab Herzog Heinrich dem Dobbertiner Propst Nicolaus Behringer und dem Klosterkonvent die Lehnware der Kirche zu Kerk Kowalk, so wie es seine seeligen Voreltern Matthias Weltzin gegeben haben.
Vom 19. September bis 29. September 1557 wurden im Zusammenhang mit der Einführung der Reformation auch die Patronatskirchen Mestlin, Kogel, Lohmen und Demen des Klosters Dobbertin visitiert. Es sah in den Gemeinden noch traurig aus. Nicolaus Vogelsang, vor 1557 noch Küster und nicht studiert, war in Kogel Pastor. Im Visitationsprotokoll ist vermerkt: … dieser ist ein fähiger und begabter Mensch, der nachstudiert hat und gut zu antworten verstand. Er wußte den Katechismus, verstand die Glaubenslehre, hatte die deutschen Bücher fleißig gelesen und wußte gut zu trösten und zu predigen … 1576 soll es Streitigkeiten zwischen dem Kirch Kogeler Pastor und der Familie von Grabow auf Suckwitz wegen Abtretung eines Ackers auf dem Rum Kogeler Felde für einen Platz im Kloster Dobbertin gegeben haben.
Ab 1589 war der Schneider Jacob Jacobs auch Küster der Kogeler Kirche. Im Visitationsprotokoll vom 10. Oktober 1649 ist vermerkt, dass die Kirche zu Kogel nach Vacanz mit Lohmen kombiniert war. Der dortige Pastor Vincentus Lucow hatte die Pfarre mit zu verwalten. Das Kloster wollte die Pfarre ganz eingehen lassen, doch der Suckwitzer Besitzer Joachim von Winterfeld, ein alter Kriegsheld, fühlte sich hintergangen. Weihnachten 1652 ritt er nach Dobbertin und machte dort einen so großen Lärm, dass die Klosterverwaltung den Kossaten-Acker in Rum Kogel mit beiden Händen zur Aufbesserung der Pfarre hergab.
Nach dem Dreißigjährigen Krieg fand Pastor Georg Schwartz in Kogel noch 1653 eine Wüstenei vor und die Kirche war beinahe ein Steinhaufen. Im Visitationsprotokoll von 1649 ist dazu folgendes vermerkt: Kirchengebewd zu Kogelck soll ein groß gebewde seyn und der Chor gantz gewelbet, ein, Per über der Kirchen gantz eingefallen, und das Tach sonsten sehr unduchtig. Der Thurm von hohem Mauerwerck, oben sehr Tachlos, der glockenstuell darumb verstocket, worin 2 große glocken, eine dritte daraus gestohlen. Und soll vors erst das Tach überm Chor und der Thurm repariret werden, damit die glocken nicht herunterfallen mögen, Joachim von Winterfeld erbietet sich etlich bawholtz darzu zugeben.
Der Gottesdienst wurde daher unter der mächtigen Linde auf dem Kirchhofe gehalten, wo auch der aus dem 13. Jahrhundert stammende Taufstein aus Granit stand. Von dem Gottesdienst unter der Linde, die nach einem Sturm am 18. Oktober 1967 abbrach, wurde nicht nur im Kloster Dobbertin gesprochen. Zum Pfarrsprengel gehörten damals neben Kirch Kogel noch Suckwitz, Reimershagen, Jellen, Kleesten, die Meierei Rum Kogel und Mühle zu Suckwitz. Auf dem Landtag am 13. März 1666 in Rostock wurde über eine Leichenunfug in Kirch Kogel debattiert: der Sacritey in der zum Closter Dobbertin quoad jus Patronatus gehörigen Kirche zu Kowalke ward resolviret, an Ernst von Grabow zu Suckvitz zu schreiben, ihm wegen der in der Sacristey stehenden Leichen den Unfug zu remonstriren, und ihm anzudeuten, daß wenn er binnen 6 Wochen die Leichen nicht herausbringen, und in einem in der Kirche ihm anzuweisenden Ort niedersetzen würde, dem Landrat Jasmund committiret sey, die Leichen herausbringen lassen, welches Schreiben den 10ten April an denselben abgelassen ward.
1767 schloss Ernst von Grabow auf Suckwitz einen Erbpachtvertrag über die Kirch Kogeler Pfarrländereien ab. Zwischen dem Klosteramt Dobbertin und der Familie Ernst von Grabow gab es seit 1665 jahrelangen Streit um die Erbauung eines Begräbnisgewölbes in der Kogeler Kirche. Ein Vertrag zwischen Jochen Matthias von Grabow und dem Klosteramt Dobbertin wurde erst am 12. März 1764 geschlossen. Während der Predigervakanz in Kirch Kogel hatten zwischen 1709 und 1715 die Pächter in Jellen, Kleesten, Suckwitz und Reimershagen Priesterfuhren zu leisten. An der Prediger-Wahl am 30. April 1831 in Kirch Kogel nahmen von der Suckwitzer Ziegelei vier, von der Suckwitzer Mühle eine, aus Kirch Kogel zwei, aus Jellen sechs, aus Rum Kogel zehn, aus Schwinz acht und aus Kleesten drei Personen teil.
Am 18. Januar 1665 forderte der Klosterhauptmann Landrat Christoph Friedrich von Jasmund auf Cammin vom Klosteramt Dobbertin alle Prediger in seinen Patronatskirchen Dobbertin, Kogel, Lohmen, Mestlin, Laerz und Sietow zu Spenden beim Aufbau und Reparatur der Kogeler und Sietower Kirche auf.
Nach dem Rechnungsbuch des Klosteramtes führten 1857 und 1858, aber auch noch 1863 der Dobbertiner Amts-Maurermeister Retzloff, der Zimmerermeister Dreyer, die Tischler Larisch und Petrow, der Schmied Hagen und der Schlosser Brandt Reparaturarbeiten an der Kirche, im Kircheninnern und am Pfarr- und Küsterhaus durch. Bei der Erneuerung der Kirchenfenster 1884 wurden die gemalten Rundbilder entfernt.
Bei einem schweren Sturm am 18. Oktober 1979 stürzze die 700-jährige Linde um und beschädigte das Kirchendach des Chores stark. 1992 war der Chorraum einsturzgefährdet und wurde gesperrt, da die Gewölberisse schon acht Zentimeter breit waren und der Ostgiebel sich neigte. Bis 1994 dauerten die konstruktiven Sicherungsarbeiten an den Gewölben und der Dachkonstruktion am Chor. Die Satteldächer vom Chor und Langhaus wurden mit Biberschwanzdachziegeln neu eingedeckt.
Bei restauratorischen Freilegungen im Chorbereich wurden 1994 umfangreiche polychromierte Bemalungen der gotischen Bauphase sichtbar.

## Baubeschreibung

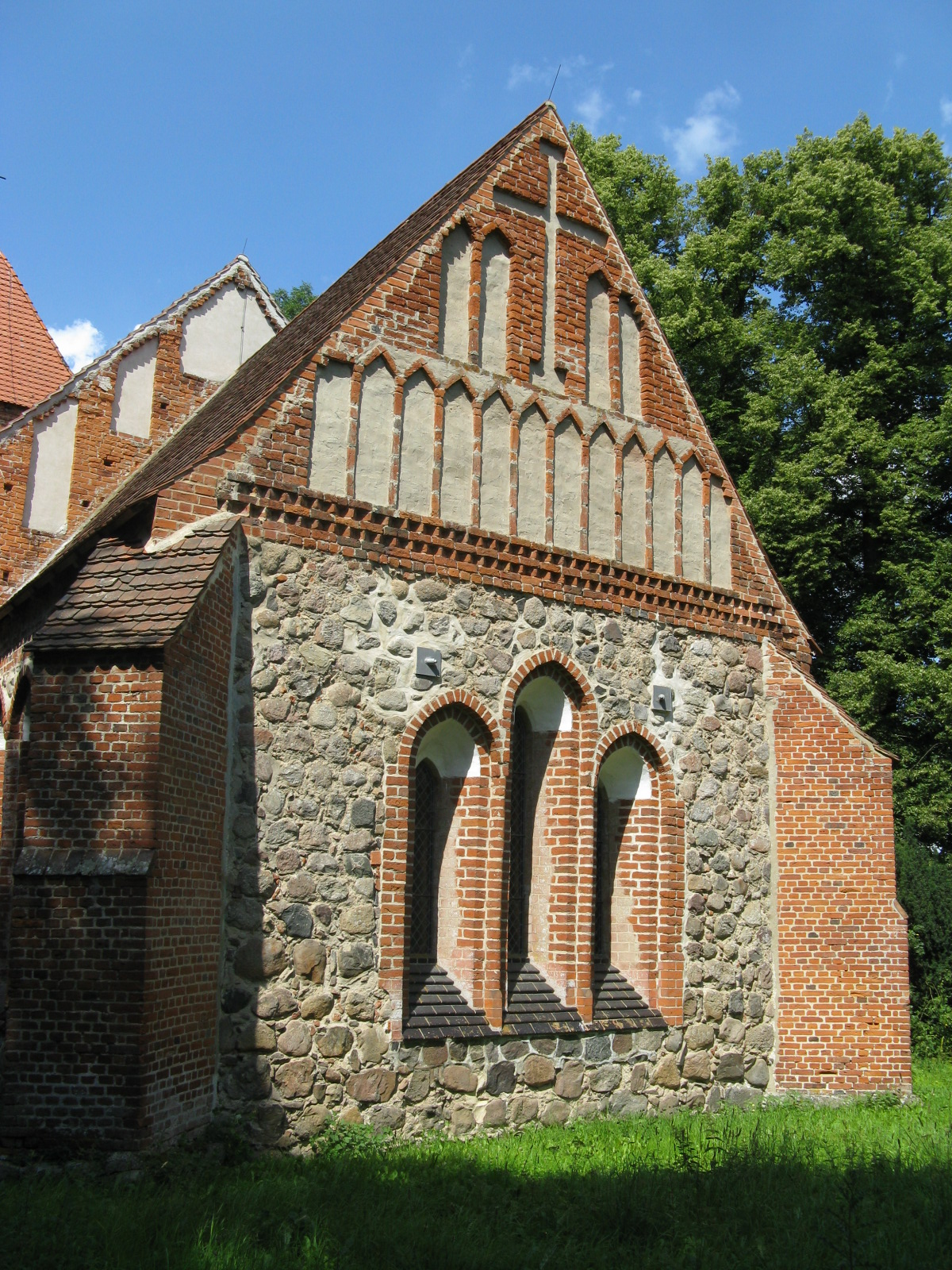
Ostgiebel der Kirche (2009)

Die Kirche mit ihrem Friedhof bildet das Zentrum des Dorfes und wird durch den alten Baumbestand mit der erneuerten Feldsteinmauer geschützt. Zwischen den verschiedenen Grabsteinen, Kreuzen und Gittern findet man auch eine Grabplatte mit der Inschrift: Friderica, Henrietta, Sophia geb. Lierow verehelichte (Johann Matthias) Zickermann neben den Gebeinen ihres neugeborenen Sohnes. Sie ward geboren (1.) Sept. 1780 und starb im Kindbett den 18. April 1805. Die gerechten Seelen sind in Gottes Hand und keine Qualen rührt sie am Buch der Weisheit.

### Äußeres
Der rechteckige Kirchenbau besteht aus einem quadratischen Feldsteinchor aus der zweiten Hälfte des 13. Jahrhunderts.
Das flachgedeckte, auf Wölbung angelegte Langhaus mit dem im westlichen Satteldach eingebauten Westturm in Backstein und einem Zeltdach wurden Ende des 13. oder mit beginnendem 14. Jahrhundert errichtet. Über dem Hauptportal in der Westwand des Turmes befindet sich ein zugemauertes Spitzbogenfenster. Das vielfach abgestufte Gewände beleuchtete einst das Langhaus von Westen her.
Der in Feldsteinen ausgeführte Ostgiebel hat eine Dreifenstergruppe mit Rundbogenfenster aus Rautenglas.
Der darüber befindliche Blendengiebel aus Backsteinen ist über dem Deutschen Band mit einem Lateinischen Kreuz und 16 schlanken Spitzbögen in Putzblenden verziert worden. Die nachträglich an beiden Ecken angefügten und schräg abgetreppten Strebepfeiler weisen auf bereits frühzeitig aufgetretene Bauschäden im Gewölbe des Chores hin. Beide Chorseiten haben schmale Spitzbogenfenster, paarweise mit Mittelpfosten aus halbrunden Formsteinen. Die im Langhaus befindlichen breiteren dreiteiligen, von einem Rundbogen zusammengefassten Spitzbogenfenster wurden im 19. Jahrhundert verändert.
Die Kirche besaß mehrere Anbauten, von denen nur der südliche erhalten blieb. Zwei alte Portale an der Südseite sind zugemauert.
Die südlichen Kapellenanbau ist aus Backstein mit Spitzbogenfenstern, einer Spitzbogentür und Spitzbogenblenden im Giebel. Die eingeritzte Sonnenuhr mit römischen Zahlen ist wohl aus dem 14. Jahrhundert. 1528 bauten Jürgen und Ernst von Grabow auf Suckwitz eine Grabkapelle an der Nordseite der Kirche. Sie war Ende des 19. Jahrhunderts noch vorhanden und trug die Inschrift F – G – 1764.
Im Jahr 1654 setzte sich die Dobbertiner Priorin Anna Sophia von Scharffenberg, die mit zwölf Jahren ins Kloster gekommen war, für die Reparierung der Kirche ein, wie es das eingebundene Collekten-Buch für milde Gaben von 1663 bezeugt. Nach einer Sammlung in allen Partonatskirchen des Klosteramtes Dobbertin ab 1663 wurden noch während der Amtszeit des Pastors Joachim Rossow 1703 die Reparaturarbeiten an der Kirche weitergeführt. Die 12.000 Mauerziegel und acht Tonnen Kalk kamen aus der naheliegenden klostereigenen Ziegelei Lähnwitz und weitere acht Tonnen Kalk aus Woserin.

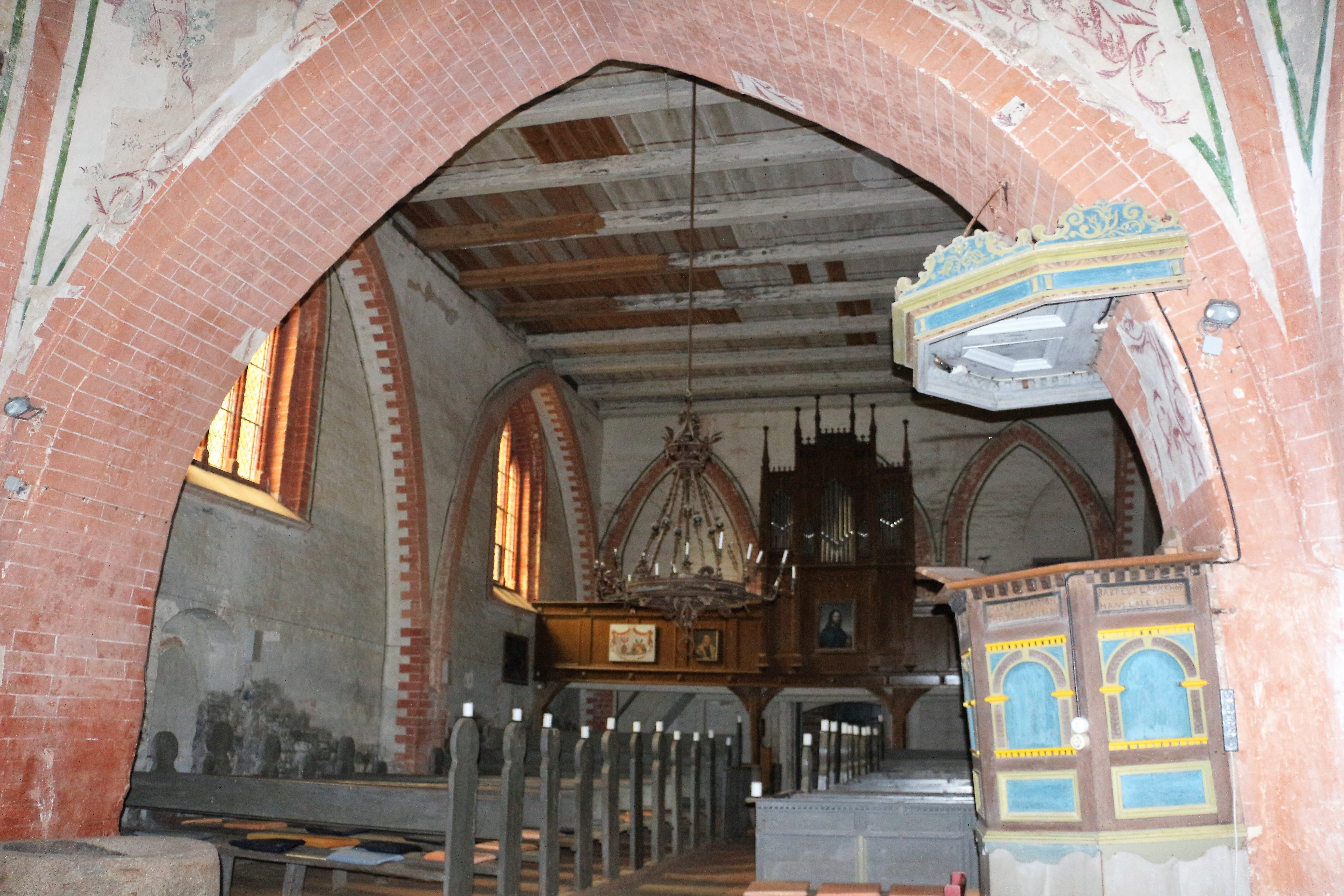
Blick aus dem Chor ins Kirchenschiff (2020)

### Inneres
Das Innere der Kirche ist recht schlicht gehalten. Die Trennung vom Langhaus zum Chor erfolgt durch einen Triumphbogen.
Der Chor hat ein achtteiliges, kuppliges Rippengewölbe aus der zweiten Hälfte des 13. Jahrhunderts. Die Gewölbekappen wurden im 15. Jahrhundert mit dekorativen Pflanzenmalereien und Engelfragmenten verziert. Auch an den Wänden im Langhaus befinden sich unter der Kalktünche noch Wandmalereien und Weihekreuze. Oberhalb des Triumphbogens konnten in einer Nische Schriftzüge nachgewiesen werden.
Das längere Kirchenschiff hat eine flache bemalte Holzbalkendecke, war aber ursprünglich für zwei Gewölbejoche berechnet.
Im Mittelgang des Langhauses liegen die Grabplatten des Pastors Johann Friedrich Schröder, geb. 27. Dezember 1685, gest. 4. März 1715, 5 Jahre Prediger zu Kogel, und des Pastors Karl Leopold Groth, geb. 1717, gest. 1798.
Bemerkenswert ist auch kunstvoll gefertigte Radleuchter, wohl das Werk eines dörflichen Schmiedemeisters.
Zur nachmittelalterlichen Ausstattung gehören auch zwei Stuhlwangen mit Wappenschnitzereien von 1572 und das barocke Kastengestühl von 1671. Das grau gestrichene Gestühl mit seinen schlichten, in Kreisscheiben endenden Wangen gehört wohl zu der um 1690 erfolgten Kirchenrenovierung. Im südlichen Bereich auf der Orgelempore befindet sich eine grau gestrichene, mit einfachen gemalten Friesen versehene Patronatsloge.

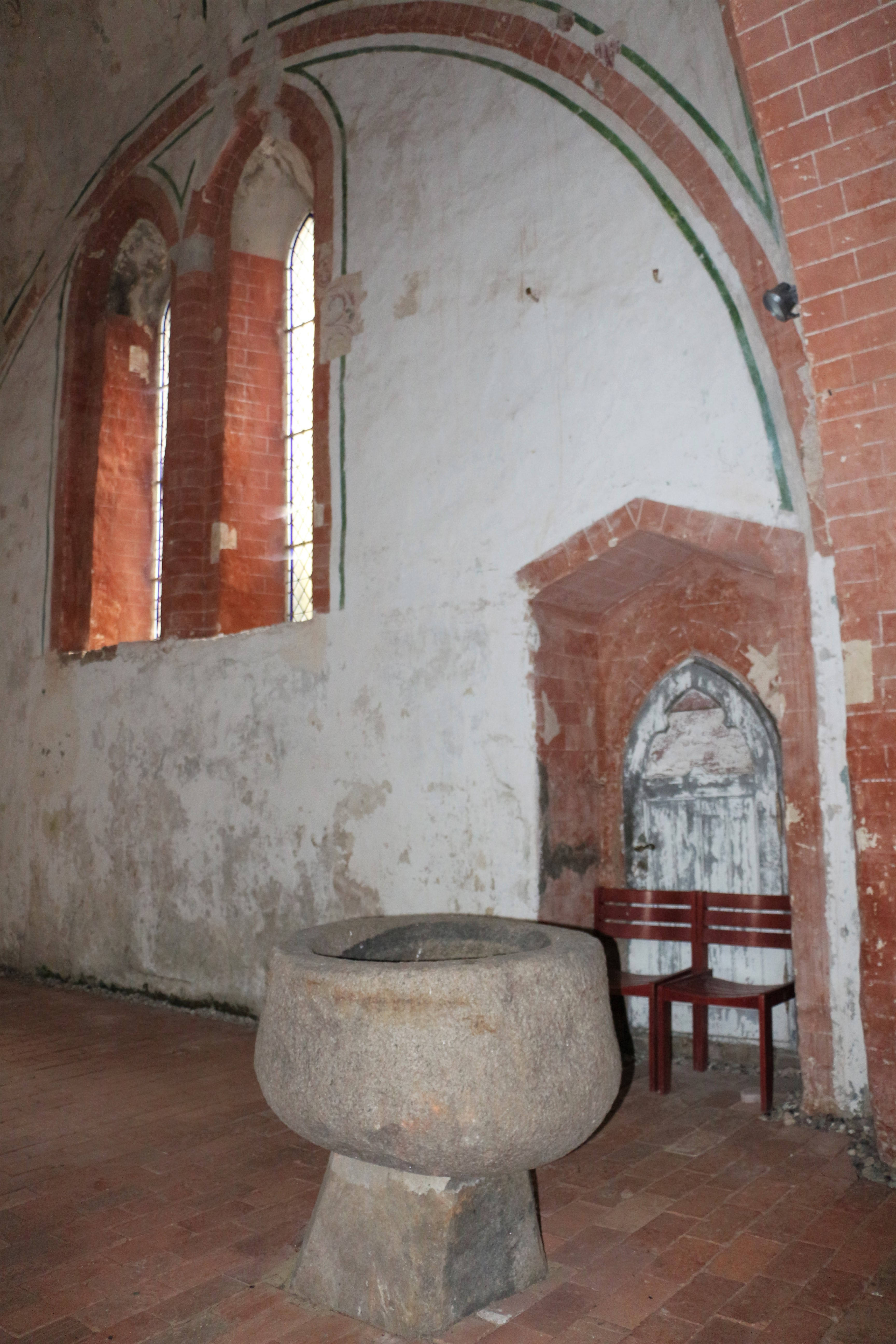
Tauffünte (2020)

#### Tauffünte

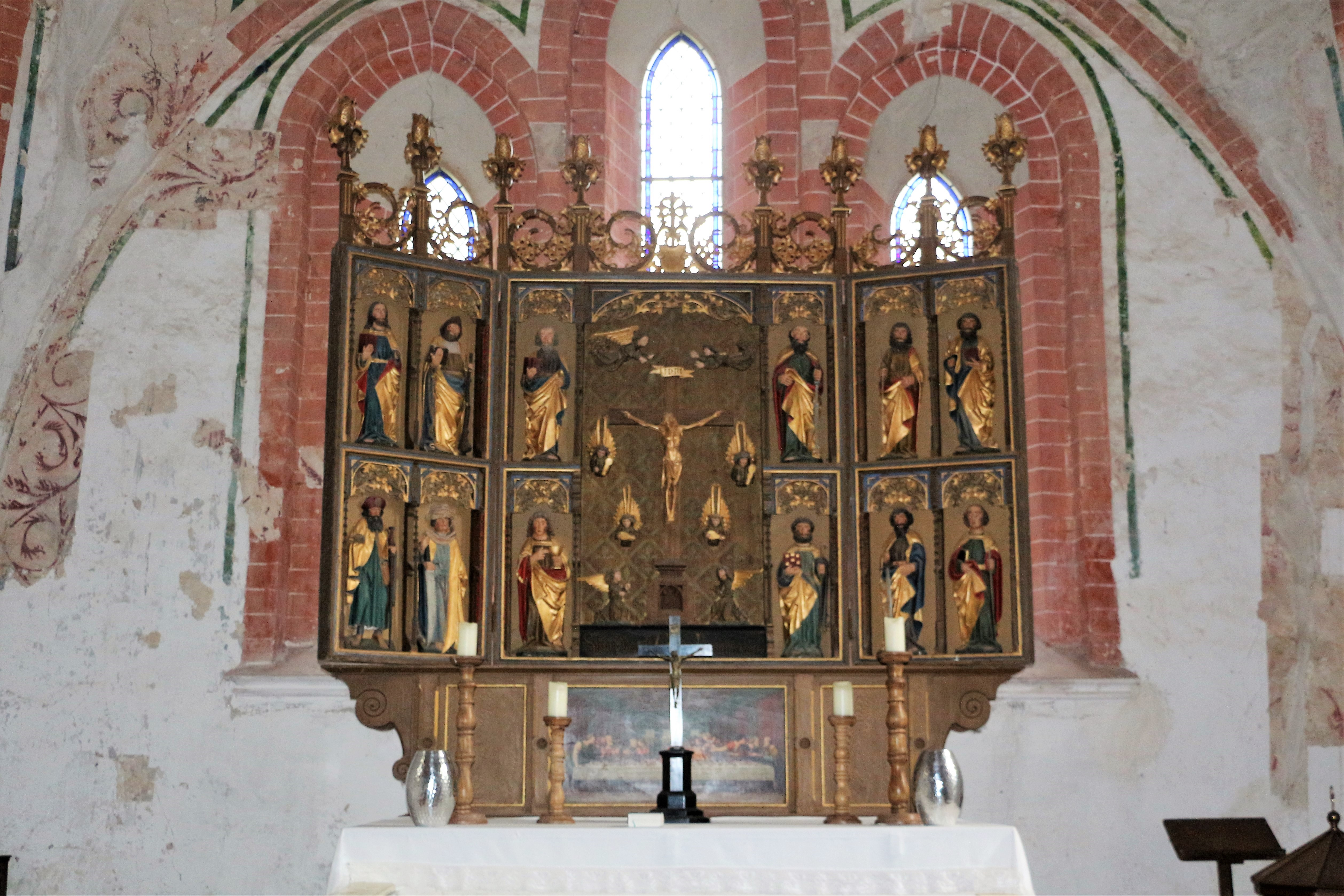
Altar (2020)

Das älteste Ausstattungsstück in der Kirche ist die seit 1994 wieder rechts im Altarraum stehende rötliche Granitfünte aus der Zeit vor 1160. Sie stand lange auf dem Kirchhof südlich der Vorhalle am Chor, bis sie am 18. Oktober 1979 während eines Sturmes von der umgestürzten Linde getroffen wurde.
Die Rotspuren unter der Oberkante und die Befestigungslöcher für eine Abdeckhaube sind ein Hinweis auf das Alter. Ihre Form ähnelt der des Taufsteins in der Friedländer Kirche. Hier verjüngt sich der Zylinder nach oben, ihre Höhe beträgt 104 cm, die Breite 94 cm, die Taufschale ist 72 cm breit und 29 cm tief. Die Fünte wird wieder für Taufen genutzt.

#### Altar
Der spätgotische Schnitzaltar mit den Zwölf Aposteln in zwei Reihen übereinander in Schrein und Flügeln stammt aus dem zweiten Viertel des 15. Jahrhunderts. Im Auftrag des Dobbertiner Klosterhauptmanns Christoph Friedrich von Jasmund wurde er 1685 renoviert. Bei einer 1883 erfolgten Restaurierung wurde die ursprünglich im Mittelteil des Triptychons befindliche Strahlenkranz-Madonna entfernt und durch ein Kruzifix mit acht umgebenden Engeln ersetzt. Die Arbeiten wurden durch den Bildhauer Adolph Siegfried ausgeführt, die Betreuung erfolgte durch den Baurat Georg Daniel. Schlie schreibt dazu, dass die Restaurierung … zwar mit gutem Willen, aber auch mit grossem Mangel an Verständniss … durchgeführt wurde. Die Predella zeigt ein Ölgemälde mit den Abendmahl.
Auf der Rückseite der Flügel befinden sich vier sehr schlichte, wohl Ende des 17. Jahrhunderts gefertigte Passionsgemälde: Kreuzigung, Gethsemane, Auferstehung und Geißelung. Auf der Rückwand des Altars hatte man eine ältere Aufschrift erneuert. Zu lesen ist: ANNO 1685 IM OCTOBER IST DIS ALTAR RENOVIRT WORDEN … WETZIEN PATRONAT DER KIRCHE HAT. KLOSTERHAUPTMANN LANDRATH CHRISTOPH FRIEDR V. JASMUND. PASTOR JOACHIM ROSSO. VIUS. KÜCHENMEISTER AREND KALSOW.
Der Oberkirchenrat der Evangelisch-Lutherischen Landeskirche Mecklenburgs in Schwerin hatte am 27. April 1951 angeordnet, dass die 1883 mit großem Mangel an Verständnis aus dem Mittelschrein des Altars entfernte Marienfigur mit Kind und durch ein Kruzifix ersetzt wurde, 1950 auf dem Pfarrhausboden wieder gefunden und im Konfirmandensaal verbracht, dort wegen der Gefahr der Beschädigung weggenommen und vom Pastor Müller persönlich in Verwahrung genommen, nun wieder zu restaurieren und in den Altar einzusetzen sei. Die Madonna mit dem Kind traf dann nach 30 Jahren in der Schweriner Werkstatt des Instituts für Denkmalpflege ein, wurde dort restauriert und am 8. November 1984 durch den Hauptkonservator Johannes Voss im Gemeinderaum des Pfarrhauses in Kirch Kogel angebracht.

#### Kanzel
Die schlichte hölzerne Kanzel im Stil der Renaissance wurde 1671 gefertigt. Am oberen Rand der Seitentafeln sind folgende Namen eingeschnitzt worden: ERTMANN SCHARPINCK. CHRISTOFFER GANS 1671. ERNST KARNATZ. JOHAN WOLDENBARCH. MARTEN TAM 1671. PETER WOLDENBARCH. BARTEL LANCKHOF. HANS LALE 1671.

#### Orgel
Nach dem Kircheninventar der Superintendentur Güstrow von 1811 hatte damals Kirch Kogel noch keine Orgel. Zur Verbesserung des Gottesdienstes bat 1852 Pastor Ebeling die Klostervorsteher um Anschaffung einer Orgel. Trotz Kontaktaufnahme zur Orgel-Fabrik N & Evers a Paris rue Chateau dean in Paris wurde wegen zu hoher Kosten und fehlender Spenden auf eine Anschaffung verzichtet. Auf dem Landtag zu Sternberg wurde am 22. November 1871 vom Committen den Klostervorstehern empfohlen, in ihrer klösterlichen Patronatskirche eine Orgel einbauen zu lassen. Am 27. Februar 1872 konnte der Klosterhauptmann Christian Joachim Hugo Karl Graf von Bernstorff mit dem Wittstocker Orgelbauer Friedrich Hermann Lütkemüller einen Vertrag zum Bau einer Orgel für 525 Talern abschließen. Eine Veränderung kam noch zur rechten Zeit, denn nach dem Vertrag war die Claviatur an der falschen Seite anzubringen. Die Brüstungsorgel wurde am 10. September 1872 durch Pastor Erdmann abgenommen. Der neugotische fünfteilige Prospekt mit Staffelgiebel und rechtsseitigem Spieltisch steht auf der Westempore. Den Entwurf dazu lieferte der Baumeister Reinke.
1995 erfolgte durch den Orgelbauer Friedel Kampherm & Steinecke aus Verl eine umfassende Restaurierung. Die original erhaltene Orgel mit mechanischen Schleifladen verfügt über sieben Register auf einem Manual und fest angehängtem Pedal. Die Disposition lautet wie folgt:
| I Manual C–d3 |    |
| Principal     | 8′ |
| Gedact        | 8′ |
| Salicional    | 8′ |
| Praestant     | 4′ |
| Floete        | 4′ |
| Octave        | 2′ |

| Pedal C–c1 |     |
| Subbass    | 16′ |

- Spielhilfen: Calcantenglocke

#### Glocke
Im Kirchturm befanden sich einst drei Glocken. Die beiden Größeren wurden 1839 von F. C. Haack in Rostock umgegossen. Die dritte, die kleinste Glocke, wurde im 15. Jahrhundert gegossen und befindet sich jetzt in der Sammlung des Kunstdienstes der Ev. Landeskirche Mecklenburgs. Sie beträgt einen Durchmesser von nur 302 mm und hat ungefähr den Schlagton ~cis³. Heute hängt nur noch eine Glocke aus dem Jahre 1612 im Turm, welche ursprünglich dem Dom zu Güstrow gehörte. Sie trägt ein mit Tiermasken geschmücktes Inschriftenband und erklingt mit einem Durchmesser von 905 mm im Ton a¹ +8. 

## Pastoren
Namen und Jahreszahlen bezeichnen die nachweisbare Erwähnung als Pastor.
- 1438–1440 Mathias von Weltzien.
- 1557–1577 Nikolaus Vogelsang, früher Küster zu Kogel und "nicht studiert, war ein fähiger und begabter Mann, hatte nachstudiert, die Bücher fleißig gelesen und wusste gut zu trösten und zu predigen".
- 1577–1586 Ulrich Lemann (Leomann)
- 1586–1591 Heinrich Goeß (Guss), danach in Gägelow.
- 1592–1624 Dionysius Sangel (Sangelius)
- 1629–1639 Johann Mundt, danach in Wustrow.
- 1639–1653 Vacanz (durch Vicentius Lucow aus Lohmen betreut)
- 1653–1671 Georg Schwarz, im Visitationsprotokoll von 1662 genannt.
- 1672–1709 Joachim Rossow (Joachimus Rossovius), 1704–1709 Präpositus.[40]
- 1710–1715 Johann Friedrich Schröder, 1715 gestorben.
- 1716–1750 Johann Friedrich Plahn, 1746–1750 Präpositus, 13. Juni 1750 gestorben.
- 1752–1796 Carl Leopold Groth aus Güstrow.[41]
- 1796–1830 Johann Friedrich Schultze, Schwiegersohn von Groth.
- 1831–1867 Johann Christian Friedrich Gustav Ebeling, 1856 Vertretung in Dobbertin.[42]
- 1868–1883 Heinrich Paul Friedrich Erdmann, vorher Rektor in Goldberg.[43]
- 1884–1925 Georg Gustav Hense, 1880 Rektor in Grabow.[44]
- 1925–1927 Hugo Richard Walter Dittmann, danach Hamburg-Harvestehude.[45]
- 1928–1933 Martin Romberg als Vikar, ab 1933 im Kloster Dobbertin, Mitverwaltung der Pfarre Kirch Kogel.[46][47]
- 1936–1937 Ernst Günther Friedrich Pohlmann.[48]
- 1937–1942 Hans Justus Friedrich Martin Havemann, 1937 Vikar, 1940 Pastor, 1944 in sowjetischer Gefangenschaft gestorben.[49]
- 1950–1954 Joseph Alexander Siegfried Müller, danach Lüdershagen.[50][51]
- erwähnt 1955 Helmuth Malchow.
- 2015 aktuell Jonas Görlich in Lohmen

## Pfarrhof

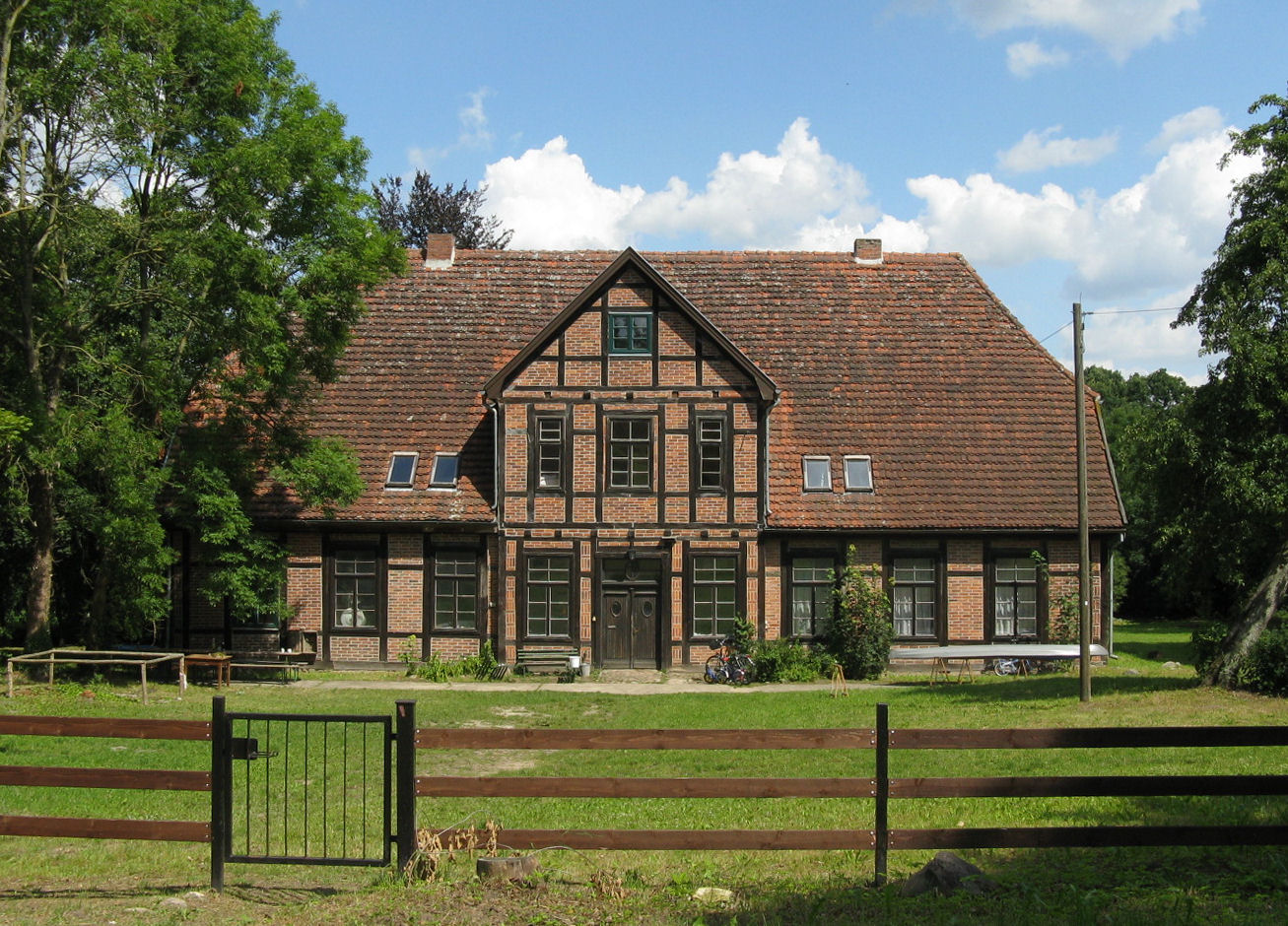
Pfarrhaus (2009)

Der nördlich der Kirche gelegene Pfarrhof ist ähnlich wie ein Guts- oder Bauernhof angelegt, da die Pfarrstelle meist mit einer Landwirtschaft gekoppelt war. Das restaurierte Pfarrhaus, von 1754 bis 1755 in Fachwerk erbaut, ist in seiner ursprünglichen Bausubstanz weitgehend unverändert geblieben. Die Mauerziegel kamen von der klostereigenen Ziegelei aus Lähnwitz. Nach dem Rechnungsbuch des Klosteramts wurden für den Bau des Kogeler Pfarr- und Witwenhauses die letzten Handwerkerrechnungen 1757 bezahlt. Zum Pfarrhof mit der kleinen mit Schilfrohr gedeckten Fachwerkscheune gehört noch der ehemalige Pfarrgarten mit altem Obstbaumbestand. Bei der Predigerwahl von Gustav Ebeling, dem Sohn des Goldberger Gewürzhändlers am 30. April 1831 in Kirch Kogel waren auch alle Gemeindemitglieder von Suckwitz, der Ziegelei und Mühle, aus Jellen, Schwinz, Kleesten und Rum Kogel anwesend. 1884 übernahm Rektor Hense aus Grabow die Pastorenstelle.
Seit Ende der 1970er Jahre diente der Pfarrhof als landeskirchliches Jugendheim, wo sich Jugendliche und junge Erwachsene mit kirchlichem Hintergrund treffen, um Freizeiten mit Musik und Workshops verschiedener thematischer Bereiche zu erleben. In den Jahren um 2002/03 zog das zu einer Art Festival gewordene Treffen mehr als 1000 Teilnehmer an. Seit die Evangelisch-Lutherischen Landeskirche Mecklenburgs 2012 in der Nordkirche aufging, gehört der Pfarrhof der Kirchengemeinde Lohmen und wird als „Selbstversorgerheim“ von Frühjahr bis Herbst für Rüstzeiten und von Freizeitgruppen genutzt.

## Heutige Kirchengemeinde
Am 1. Juli 1973 wurde Kirch Kogel mit Lohmen verbunden und war ab 1. Juni 1976 eine ruhende Pfarrstelle. Seit 1. Mai 2006 gehört Kirch Kogel zur Evangelisch-Lutherischen Kirchengemeinde Lohmen mit 30 Dörfern, darunter Altenhagen, Badendiek, Bellin, Bölkow, Braunsberg, Ganschow, Garden, Gerdshagen, Groß Breesen, Hohen Tutow, Kirch Rosin, Klein Breesen, Klein Upahl, Klueß, Koitendorf, Lähnwitz, Marienhof, Mühl Rosin, Neuhof, Nienhagen, Oldenstorf, Reimershagen, Rothbeck, Rum Kogel, Schönwalde, Steinbeck, Suckwitz und Zehna mit den Kirchen in Badendieck, Bellin, Kirch Kogel, Kirch Rosin, Lohmen und Zehna.

### Ungedruckte Quellen
Landeshauptarchiv Schwerin (LHAS)
- LHAS 1.5-4/3 Urkunden Kloster Dobbertin
- LHAS 2.12-3/5 Kirchenvisitationen
- LHAS 3.2-3/1 Landeskloster/Klosteramt Dobbertin
- LHAS 3.2-4 Ritterschaftliche Brandversicherung
- LHAS 5.11-2 Landtagsverhandlungen, Landtagsversammlungen, Landtagsprotokolle, Landtagsausschuß
- LHAS 5.12-4/2 Mecklenburgisches Ministerium für Landwirtschaft, Domänen und Forsten, Abt. Siedlungsamt
- LHAS 10.9-LA Nachlass Lorenz, Adolf Friedrich. 1884–1962, Mappe 5, Baupläne Kirche Grundriss 1945, Chorgiebel 1953.

Landeskirchliches Archiv Schwerin (LKAS)
- LKAS, OKR Schwerin, Spezialia, Ortsakten Kirch Kogel.
- LKAS, OKR Schwerin, Personalia und Examina.
- LKAS, OKR Schwerin, Kirchenbücher.
- LKAS, OKR Schwerin, Ortschroniken 1934 und 1991 (beide unveröffentlicht)

Landesamt für Kultur und Denkmalpflege Mecklenburg-Vorpommern (LAKD)
- Abteilung Denkmalpflege, Ortsakte, Kirch Kogel.

### Gedruckte Quellen
- Mecklenburgisches Urkundenbuch (MUB)
- Mecklenburgische Jahrbücher (MJB)